# United Launch Alliance
United Launch Alliance (ULA) — это совместное предприятие, принадлежащее компаниям Боинг и Локхид Мартин. ULA сформирована в декабре 2006 года объединением подразделений этих компаний, отвечавших за услуги по выведению космических аппаратов по заказу правительства США. Услугами предприятия пользуются НАСА, Министерство обороны США и другие организации, входящие в состав правительства США.
ULA обеспечивает выведение космических аппаратов с помощью трёх типов ракет-носителей — Атлас-5, Дельта-2 и Дельта-4. Семейства Атлас и Дельта используются уже более 50 лет и обеспечили выведение самых разных космических аппаратов, включая метеорологические, телекоммуникационные и спутники военного назначения, а также автоматических межпланетных станций, предназначенных для научных исследований. ULA также предоставляет услуги по выведению неправительственной нагрузки — Локхид Мартин оставил себе право на коммерческое продвижение РН Атлас, аналогичные права на РН Дельта остались у Боинга.
Управление программами ULA, разработка, испытания и поддержка пусков производятся в штаб-квартире в Сентенниале. Производство и сборка расположены в Декейтере в штате Алабама и в Харлингене в Техасе. Пусковые площадки расположены на мысе Канаверал и на базе ВВС Ванденберг.

## История
Боинг и Локхид Мартин объявили о своем желании сформировать совместное предприятие ULA 2 мая 2005 года. ULA объединила производство РН для правительственных запусков на центральном заводе в Декейтере, а также свела всю разработку в другой центр в Литлеоне, в штате Колорадо. РН Дельта-4 разработки подразделения Боинг по оборонным, космическим проектам и проектам, связанным с безопасностью, а также РН Атлас-5 разработки подразделения Локхид Мартин по космическим системам разработаны для программы EELV, предназначенной для обеспечения правительства США недорогим и гарантированным доступом в космос.
Компания SpaceX попыталась снять монополию на выведение в космос 23 октября 2005 года участием в тендере на правительственные запуски с РН Фалькон-9. Однако 7 января 2006 года Министерство обороны США объявило о своём намерении отдать предпочтение ULA.
В сентябре 2006 года Пентагон подтвердил свою поддержку ULA и сообщил об этом в Федеральную торговую палату США. ФТП подтвердила соблюдение антимонопольных законов 3 октября 2006 года. Совместное предприятие начало работу 1 декабря 2006 года.
В ноябре 2010 года компания ULA была рассмотрена НАСА как кандидат на реализацию контракта на концепцию РН тяжёлого класса.

## Пуски
Первым пуском, обеспеченным ULA, был пуск РН Дельта-2 с базы ВВС Ванденберг 14 декабря 2006 года. РН выводила космический аппарат USA 193 для Национального разведывательного управления. Этот спутник отказал вскоре после пуска и был уничтожен 21 февраля 2006 года ракетой SM-3, запущенной с крейсера USS Lake Erie типа «Тикондерога».
15 июня 2007 года двигатель разгонного блока «Центавр», летевшего с РН Атлас-5, принадлежащей ULA, отключился раньше времени, оставив свою нагрузку — пару спутников-шпионов L-30 Национального разведывательного управления — на орбите ниже расчётной.
Авария привела к задержкам следующих пусков Атлас-5 и Дельта-4 из-за использования одного и того же двигателя (RL-10) в разгонных блоках. Отказ был выявлен у нового типа клапана, использованного вместо снятого с производства. Для разрешения этой проблемы старый вариант клапана вернули в производство, и в настоящее время используют исключительно клапаны старой конструкции.
Коммерческие запуски обеспечиваются независимо соответствующими подразделениями Боинга и Локхид Мартина.